# Bucher FS 10 Flugzeugschlepper 78

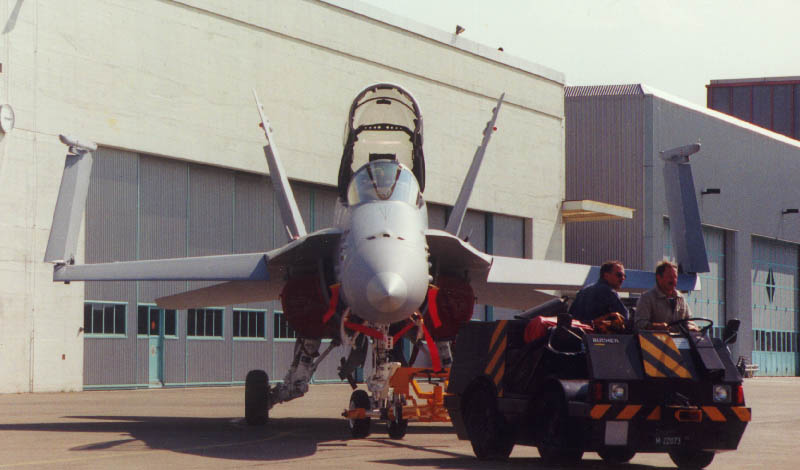
Bucher-Flugzeugschlepper zieht F/A-18

Der Bucher FS 10 Flugzeugschlepper 78 (abgekürzt Flz Schl 78) ist ein Flugzeugschlepper der Schweizer Luftwaffe.
Insgesamt wurden zwischen 1978 und 1983 der Luftwaffe 86 Stück ausgeliefert. Angeschafft wurde er, um für die Tiger-Flugzeuge ein geeignetes Schleppfahrzeug zur Verfügung zu haben.

## Allgemeines
Der Bucher FS 10 wurde von Bucher Industries produziert, für die Ersatzteilversorgung ist heute das Unternehmen Mowag zuständig. Der Flugzeugschlepper ist sehr kompakt gebaut und hat einen äusserst kleinen Wendekreis, um auf kleinen Flächen und bei engen Platzverhältnissen (in Flugzeugkavernen oder gepanzerten Flugzeugunterständen) arbeiten zu können. Für die Arbeit in Kavernen und Flugzeugunterständen sind sie mit Dieselmotoren betrieben (keine Zündkerzen wie bei Benzinmotoren auf Grund der Explosionsgefahr von Kerosindämpfen). Aus Gründen des Gesundheitsschutzes ist dieser mit zuschaltbarem Abgaspartikelfilter ausgerüstet. Für das exakte Manövrieren in den Kavernenanlagen, Vorstollen und Unterständen sind die Flugzeugschlepper mit einem besonderen Bodenbeleuchtungsscheinwerfer ausgerüstet (genannt Viseur) – mit dem Lichtkegel dieses Scheinwerfers muss der Fahrer der jeweiligen Bodenmarkierung des entsprechenden Flugzeugtyps folgen, um schnell und sicher bei den engen Platzverhältnissen fahren zu können. Die Flugzeugschlepper sind standardmässig mit vier Schnellkupplungen ausgerüstet. Damit können sie mit einem Kran in kurzer Zeit auf jeden Flatbedtruck der Schweizer Armee verladen werden. Die Flugzeugschlepper sind zwar strassentauglich, jedoch mit ihrer 80 km Reichweite und erlaubten Höchstgeschwindigkeit von 25 km/h nicht selbständig brauchbar für Ad-hoc Verlegungen. So eine Ad-hoc Verlegfähigkeit wurden mit den 4 Kran-Kupplungen erreicht. Solche Ad-hoc-Verlegungen gehörten zum Einsatzkonzept der Schweizer Luftwaffe im Kalten Krieg. Es war vorgesehen, verschiedene Autobahnabschnitte als Luftwaffenbasen zu benutzen. Dies wurde auch mehrfach in Übungen durchgeführt. Bei diesen Übungen kamen auch die so verlegten Bucher aircraft tractor zum Einsatz. So, zum Beispiel, bei der Übung «U TAUTO» am 24. März 1982 waren die Flugzeugschlepper bei der Autobahnraststätte «Windrose» bei Münsingen stationiert

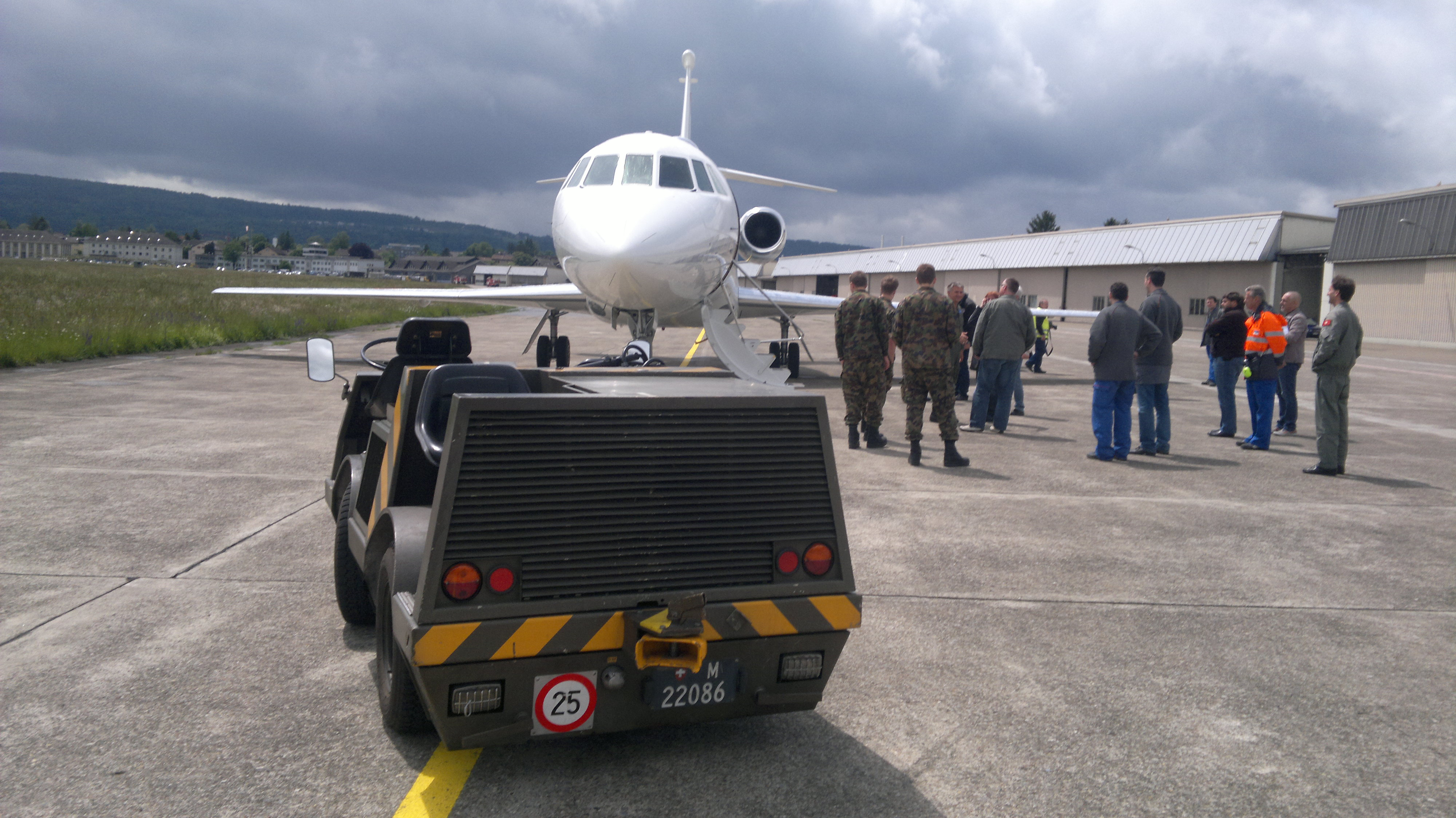
Dassault Falcon 900 und Flugzeugschlepper

Der Flugzeugschlepper wird auch für die Bordstromversorgung von kleinen Jets ohne APU (z. B. F-5) verwendet sowie als Zugmaschine für ca. 1–4 Triebwerkstartaggregate oder für den Ad-hoc-Transport von Mechanikern und Werkzeugen (z. B. Reserveräder und Wagenheber bei einer Reifenpanne von gelandeten Flugzeugen). Die Schweizer Luftwaffe verwendet den Flugzeugschlepper vor allem für die Northrop F-5E und F-5F sowie für die Hubschrauber Aérospatiale AS 332 Super Puma und Cougar. Das Schleppen von McDonnell Douglas F/A-18 ist auch möglich, wird jedoch selten praktiziert, da für dieses Flugzeug andere Flugzeugschlepper angeschafft wurden (z. B. Douglas). Während des Weltwirtschaftsforums werden diese Flugzeugschlepper auf dem Militärflugplatz Dübendorf auch für die dort parkierten Regierungsjets wie z. B. Gulfstream G500 eingesetzt. Nebst der Schweizer Luftwaffe ist die Ju-Air ein weiterer Nutzer dieser Flugzeugschlepper und setzt diese für ihre Junkers Ju 52/3m auf dem Militärflugplatz Dübendorf ein. Der Schlepper wurde auch für die Hawk-Trainingsflugzeuge eingesetzt, bevor diese an Finnland verkauft wurden. Um den Flugzeugschlepper zu fahren, ist ein militärischer Führerausweis der Kategorie IV/1 zusammen mit einem zivilen Führerausweis nötig.

## Technische Daten
- Länge:	3000 mm
- Breite: 1500 mm
- Höhe: 1300 mm
- Leergewicht: 2750 kg
- Nutzlast: 450 kg
- Gesamtgewicht: 3200 kg
- Radstand: 1400 mm
- Wendekreis: 6550 mm (Profilkreisdurchmesser 6,35 m)
- Höchstgeschwindigkeit: 25 km/h
- Leistung: 49 kW
- Motor: Mercedes-Benz OM 617 (3005 cm³), 5-Zylinder-Reihenmotor, Viertakt, Vorkammerverfahren
- Typenscheinnummer: 50-0760

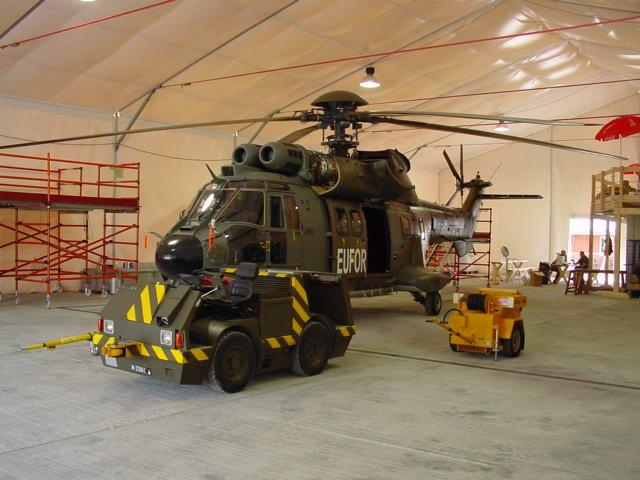
Bucher Flugzeugschlepper Aérospatiale AS 332
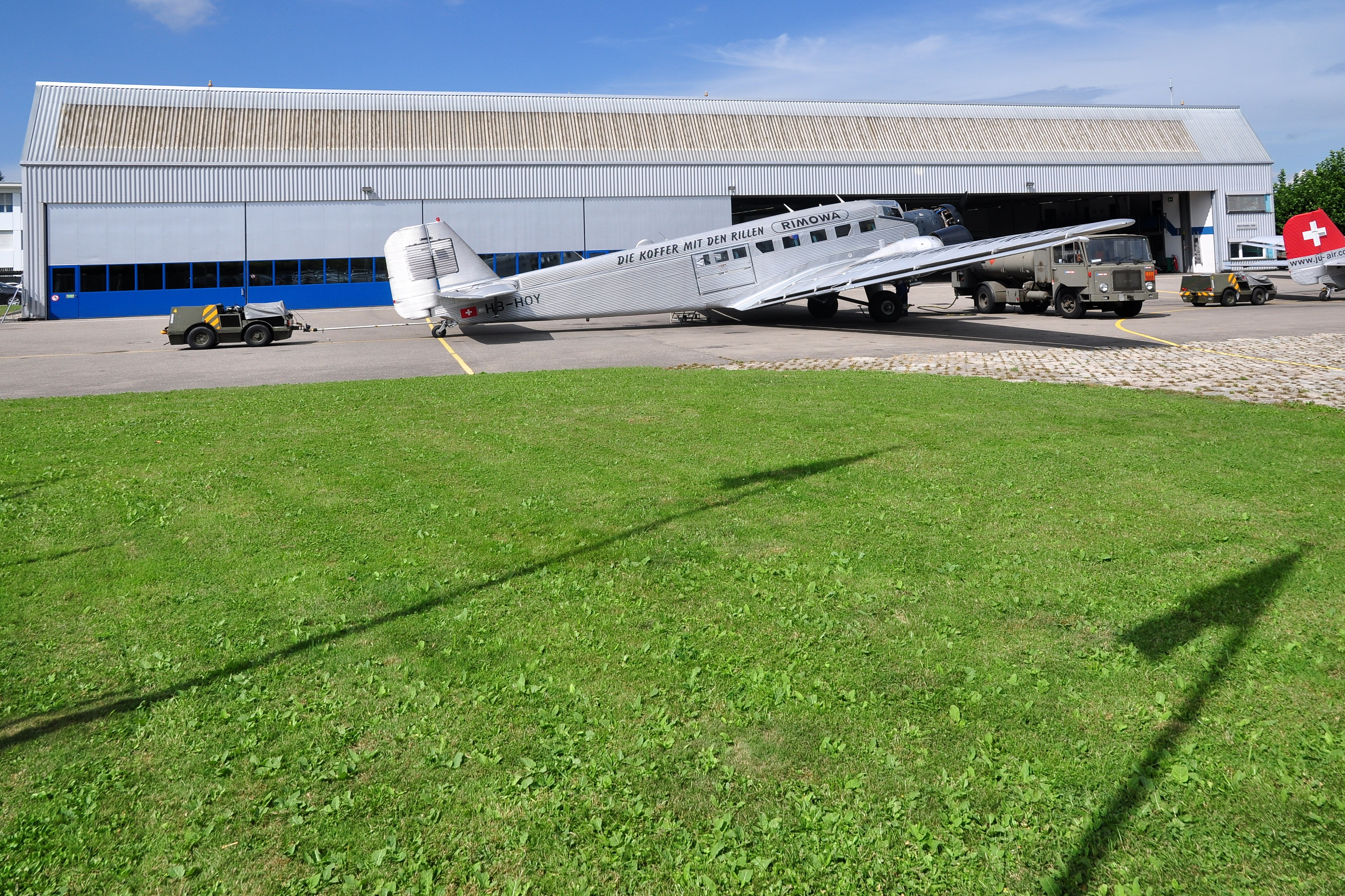
Schleppen einer Ju 52
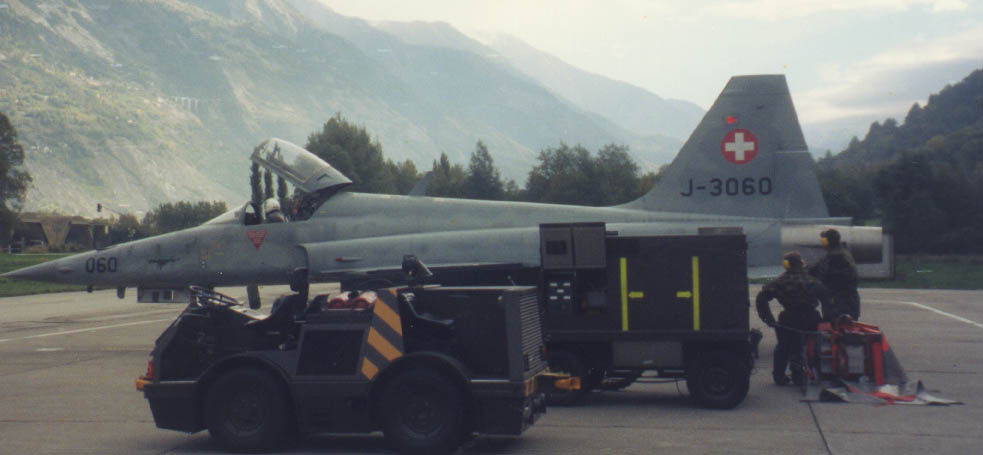
Flugzeugschlepper vor einer Northrop F-5
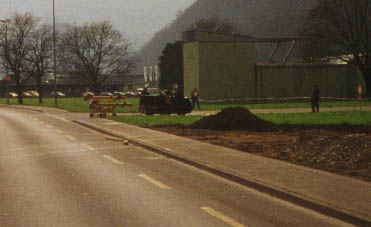
Flugzeugschlepper und AIM-9
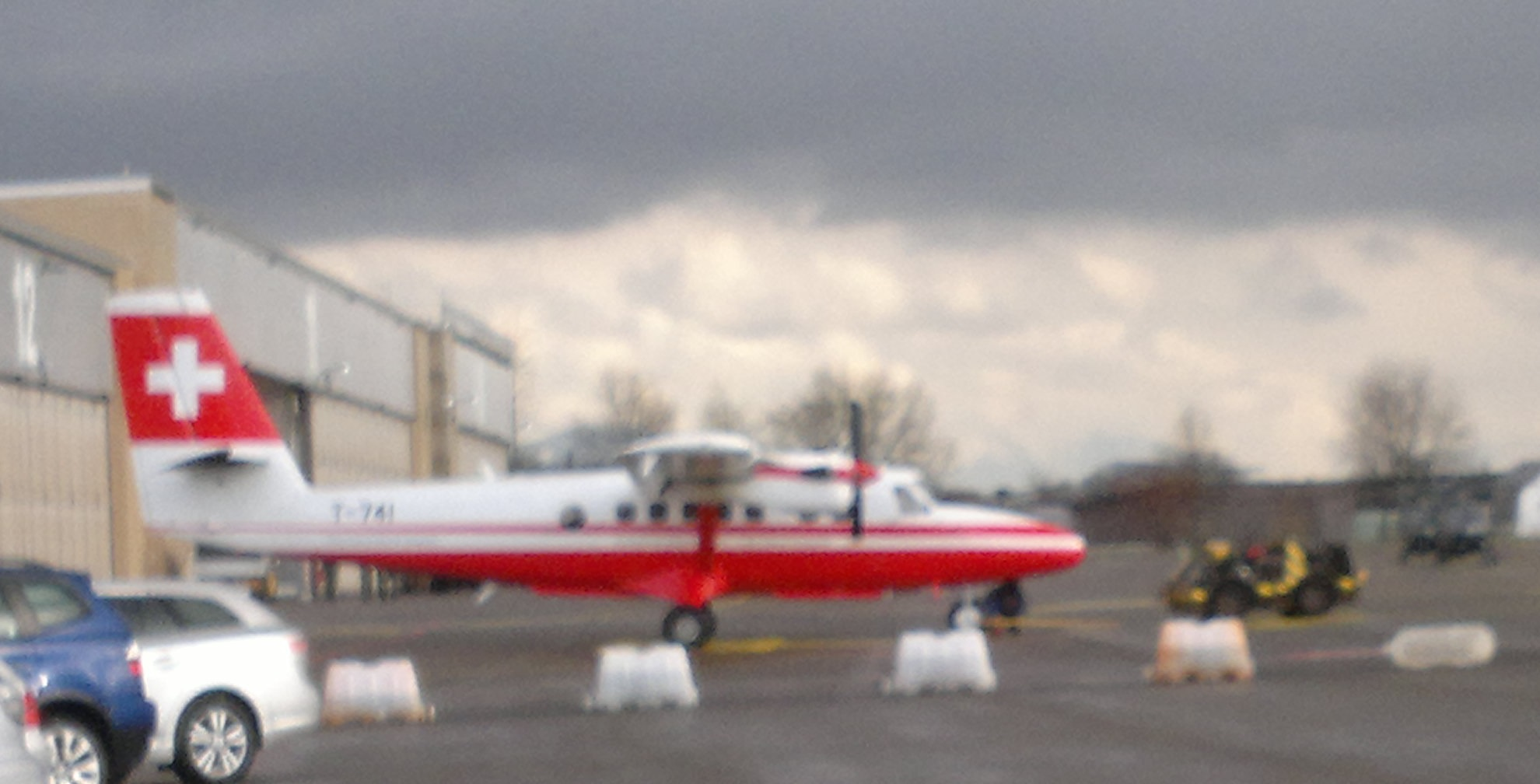
Schleppen einer DHC-6

## Belege
- Technisches Datenblatt Fl Kp20 der Schweizer Luftwaffe
- Schweizerische Militärmuseum Full
- ADB Datenblatt 31'835
- Markus Hofmann: Fahrzeuge der Schweizer Armee, 2015, ISBN 978-3-033-05038-9.